# Abd as-Samad

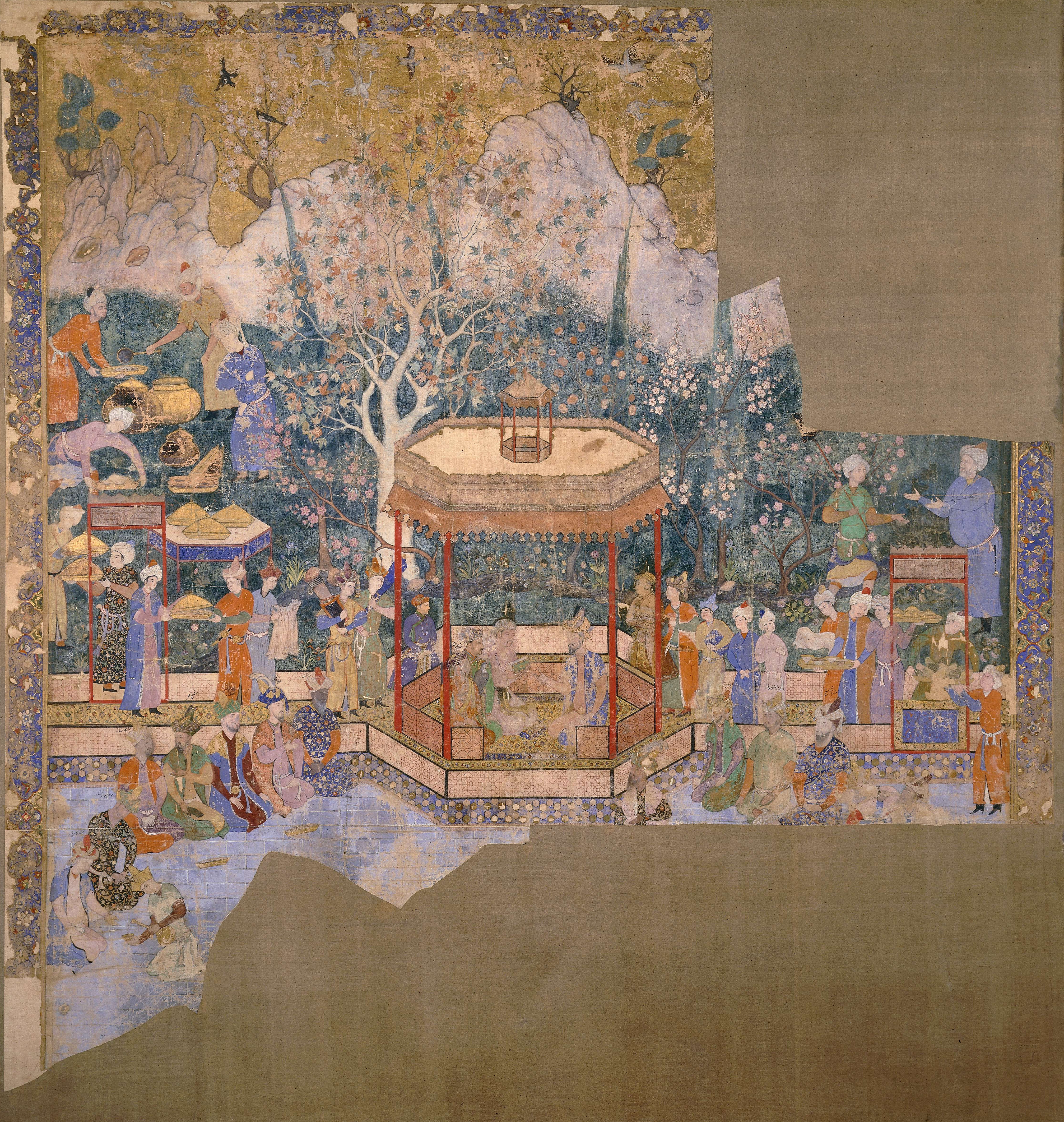
Die Miniatur Prinzen des Hauses von Timur (um 1550–1555; Wasserfarbe und Gold auf Baumwolle) wird Abd as-Samad zugeschrieben. Sie ist eine der ältesten erhaltenen Malereien der Mogulzeit.

Khwaja Abd as-Samad (geb. erste Hälfte des 16. Jahrhunderts in Schiraz; gest. um 1595 in Delhi oder Lahore) war ein persisch-indischer Miniaturmaler, Kalligraf und Münzgestalter. Zusammen mit Mir Sayyid Ali gilt er als Begründer der nordindischen Mogulschule, die sich aus der persischen Tradition der Miniaturmalerei herleitet.
Abd as-Samad war der Sohn eines persischen Ministers. Er arbeitete zunächst als Maler und Kalligraf für Schah Tahmasp I. an dessen Hof in Täbris. 1544/45 trat er in den Dienst des aus Indien vertriebenen Mogulkaisers Humayun, dem er 1549 nach Kabul folgte. Dort unterrichtete er Humayun und dessen Sohn Akbar I. in der Malerei. 1555 begleitete Abd as-Samad gemeinsam mit dem ebenfalls aus Persien stammenden Maler Mir Sayyid Ali seinen Herrn auf der Rückkehr nach Indien, wo er zu hohen Ehren kam. Zwischen 1567 und 1582 leitete er mit Mir Sayyid Ali die über 50 Künstler umfassende Malerschule am kaiserlichen Hof Akbars. Unter seinen Schülern waren auch die für die spätere Akbar-Zeit prägenden Maler Basawan und Daswanth. 1576 wurde er zum Leiter der Münzprägestätte von Fatehpur Sikri, für die er verschiedene Münzbilder entwarf, und 1586 zum Diwan (Finanzminister) der Provinz Multan ernannt. Bereits unter Humayun († 1556) hatte er den Ehrentitel Shirin Qalam („süße Feder“) verliehen bekommen.
Abd as-Samads Malstil blieb lange Zeit der safawidischen Schule von Täbris verhaftet, unterlag aber zunehmend auch indischen Einflüssen, die vor allem in der Motivwahl und der stärkeren Charakterisierung der dargestellten Figuren zum Ausdruck kamen. Die zunächst aus persischen Vorbildern übernommene Vertikalperspektive gab er zu Gunsten einer realistischeren Darstellungsweise in Kavaliersperspektive auf. Die Hintergrundlandschaften seiner Bilder tragen jedoch eindeutig persischen Charakter. Ebenso sind Personen und Tiere nach persischem Vorbild noch immer stark idealisiert wiedergegeben. Zu den bedeutendsten Werken, die Abd as-Samad zugeschrieben werden, zählen die über 1400 großformatigen, unsignierten Miniaturen der Hamzanama (Dastan-e Amir Hamza „Geschichten des Amir Hamza“), eines Heldenromans, dessen Illustration er im Auftrag Akbars zusammen mit Mir Sayyid Ali leitete. Unter seinen zahlreichen Porträts ragt die Miniatur Prinzen des Hauses von Timur heraus, das die Dynastie der Moguln in die Tradition der Timuriden stellt. Allgemein ist die Zuordnung einzelner Gemälde zu Abd as-Samad jedoch nicht selten strittig, da in der Anfangszeit der Mogulmalerei oft mehrere Künstler an einem Werk arbeiteten und viele Arbeiten unsigniert blieben.